# Babacar Touré
 (août 2024).
Si vous disposez d'ouvrages ou d'articles de référence ou si vous connaissez des sites web de qualité traitant du thème abordé ici, merci de compléter l'article en donnant les références utiles à sa vérifiabilité et en les liant à la section « Notes et références ».
Pour les articles homonymes, voir Touré.
Babacar Touré (1951-2020) était un journaliste et homme d'affaires sénégalais, PDG de Sud Communication et président du Conseil national de régulation de l'audiovisuel (CNRA).

## Biographie
Babacar Touré est né à Fatick.
Diplômé en sociologie et sciences politiques (Master Degree), en journalisme et communication, et titulaire d'un certificat de maîtrise d'anglais, Babacar Touré complète sa formation au Centre d'études des sciences et techniques de l'information (CESTI) de l’Université Cheikh Anta Diop (UCAD), au sein de la promotion 1979.
Il entre au quotidien Le Soleil puis obtient une bourse pour étudier aux États-Unis. Plus tard, il se forme à l'Institut français de presse, au Centre de perfectionnement des communicateurs africains de l'UQAM, au Michigan State University et au Kansas State University.
De retour au Sénégal, il travaille au sein de l'ONG Enda Tiers-monde, une organisation qui combat la marginalisation des défavorisés tout en prônant le développement durable. 
En 1986, il fonde avec ses anciens collègues du Soleil, Abdoulaye Ndiaga Sylla, Ibrahima Fall et Sidy Gayede, Sud hebdo, devenu Sud Quotidien en 1993. Il prend la tête du Sud Communication, groupe qui compte également Sud FM, à partir de 1994 première radio privée du pays, une chaine télévision privée, LCA, basée en France et l'Institut supérieur des sciences de l'information et de la communication (ISSIC), école de journalisme à Dakar.
Babacar Touré est membre fondateur de l’Union nationale des professionnels de l’information et de la communication du Sénégal (UNPICS) en 1982, devenue plus tard Syndicat des professionnels de l'information et de la communication du Sénégal (SYNPICS).
Il a été membre du Conseil économique et social (CES) du Sénégal, du bureau de la Confédération nationale des employeurs du Sénégal (CNES), de la Société de sociologie du Midwest (Midwest Sociological Society, Des Moines, Iowa), du National Democratic Institute for International Affairs (NDI-USA), de l’Institut Panos, du Collège des conseillers africains de la Banque mondiale.
En novembre 2012, il est nommé président du Conseil national de régulation de l'audiovisuel (CNRA) en remplacement de Nancy Ngom Ndiaye.
Le 26 juillet 2020, âgé de 69 ans, il décède à Dakar des suites d'une longue maladie. Au Sénégal, en Afrique et en Europe, de nombreuses personnes rendent hommage à celui qui était considéré comme un pionnier de la presse indépendante en Afrique.